# Atherigona bowdeni
Atherigona bowdeni este o specie de muște din genul Atherigona, familia Muscidae, descrisă de Dike în anul 1987.
Este endemică în Uganda. Conform Catalogue of Life specia Atherigona bowdeni nu are subspecii cunoscute.